# Julián Brea
Julián Agustín Brea (Tres Algarrobos, Argentina, 10 de octubre de 1999) es un futbolista argentino que juega como delantero y su actual equipo es Huachipato de la Primera División de Chile.

## Trayectoria

### Inicios
Nacido en la localidad de Tres Algarrobos, a los 3 años junto a su familia se trasladó a Coronel Charlone, donde se unió al Atlético Charlone. Tras 14 años en equipo local, en 2016 se unió a las divisiones inferiores de Sarmiento. 

### Sarmiento
Debutó profesionalmente el 24 de marzo de 2018 en una victoria de Sarmiento 1:0 ante Aldosivi.Sus actuaciones en el club llamaron la atención del extranjero, específicamente del país vecino, siendo sondeado por el Club Deportivo Huachipato del sur de Chile.

### Club Deportivo Huachipato
El 1 de enero de 2023, es anunciado como nuevo jugador de Huachipato de la Primera División chilena, siendo esta su primera experiencia en el extranjero.Su llegada al club fue bien recibida y sus declaraciones con respecto a su juego fueron "Me sacrifico y no doy pelota por perdida", asegurando que el grupo está para competir y que el hincha "confíe".Con el tiempo, Brea tendría una fuerte competencia junto a Claudio Torres, Cris Martínez, Maximiliano Rodríguez e incluso Brayan Palmezano, siendo un revulsivo para los segundos tiempos en la mayoría de la Temporada 2023, pese a esto, su rapidez y regularidad, acompañada en una campaña histórica del cuadro acerero, los dejaría competir hasta el final como aspirantes al título, en donde en el último partido del año, contra Audax Italiano, Julián Brea comenzaría como titular y culminaría coronándose campeón de la Primera División de Chile tras la derrota de Cobresal en Santiago, siendo su primer título como futbolista profesional y el tercer título en la historia de la institución de Talcahuano.
Posterior a la obtención del título de Primera División con Huachipato, Julián sería recibido con una caravana en Coronel Charlone, en donde el Club Atlético Charlone lo destacaría, además de que se recalcó que es "Un orgullo para todo el pueblo".

## Clubes
| Club       | País      | Año       |
| ---------- | --------- | --------- |
| Sarmiento  | Argentina | 2018-2022 |
| Huachipato | Chile     | 2023-Act. |

## Palmarés
| Título           | Club       | País  | Año  |
| ---------------- | ---------- | ----- | ---- |
| Primera División | Huachipato | Chile | 2023 |